# Disa ecalcarata
Disa ecalcarata är en orkidéart som först beskrevs av Gwendoline Joyce Lewis, och fick sitt nu gällande namn av Hans Peter Linder. Disa ecalcarata ingår i släktet Disa och familjen orkidéer. Inga underarter finns listade i Catalogue of Life.